# راي مارشال
راي مارشال (بالإنجليزية: Ray Marshall)‏ (و. 1928 – م) هو عالم اقتصاد، وبروفيسور (أستاذ جامعي) من الولايات المتحدة الأمريكية ولد في أوك غروف.
وهو عضو في الحزب الديمقراطي الأمريكي .

## التعليم
تعلم في جامعة ولاية لويزيانا.

## روابط خارجية
- راي مارشال على موقع مونزينجر (الألمانية)
- راي مارشال على موقع إن إن دي بي (الإنجليزية)